# СЭПО (Швеция)
Полиция безопасности Швеции (СЭПО) (швед. SÄPO; аббревиатура от Säkerhetspolisen — Полиция безопасности) — самостоятельное подразделение Главного полицейского управления Швеции (Rikspolisstyrelsen), в задачи которого входит контрразведка, борьба с терроризмом и защита конституционного строя Швеции.

## История
Полиция безопасности Швеции организована в 1914 г. в связи с началом Первой мировой войны как управление полиции Генерального штаба (первое). К 1917 г. его штат состоял из десяти человек: комиссара уголовной полиции, старшего констебля и восьми констеблей. В их функции входило осуществление слежки и проведение расследований, кроме того, они имели право на осуществление контроля над почтовыми отправлениями.
По окончании войны в 1918 г. управление полиции Генштаба было расформировано, а задачи безопасности были возложены на уголовную полицию Стокгольма (интендант Эрик Халльгрен). Упор делался на контроль над находящимися в стране иностранцами. В 1932 г. была сформирована Государственная полиция Швеции (statspolisen), которая концентрировала внимание на слежке за нацистами и коммунистами.
В 1937 г. в связи с надвигающейся Второй мировой войной началась работа по созданию секретной службы, которая самостоятельно отвечала бы за обеспечение государственной безопасности. Процесс продвигался медленно, и окончательно служба была сформирована лишь летом 1938 г. Однако на её финансирование не были выделены денежные средства, и назначенные в неё руководители осуществляли свою работу параллельно с отправлением своих полицейских обязанностей. Лишь после оккупации немцами Дании и Норвегии организация получила финансовые ресурсы и свой штат.
В Службе общей безопасности (Allmänna Säkerhetstjänsten) работали как полицейские, так и гражданские служащие. Штат организации достигал 1 тыс. человек. Особое внимание уделялось регистрации проявлявших свои симпатии к воюющим сторонам, перлюстрации писем и прослушиванию телефонных разговоров.
После окончания войны штат работающих в службе был сокращён с 1060 до 100 человек. Организационно деятельность по обеспечению безопасности была возложена на 3-е отделение государственной полиции.
С началом «холодной войны» служба приобрела постоянный характер. Надзор за её деятельностью осуществлялся риксдагом.
В 1965 г. было образовано самостоятельное отделение по обеспечению государственной безопасности (отдел «D»), подчинявшийся только что созданному Главному полицейскому управлению.
Полиция безопасности в современном виде организована 1 октября 1989 г., когда она получила собственного генерального директора (generaldirektör), хотя и осталась в составе Главного полицейского управления.

## Деятельность
Работа Полиции безопасности Швеции делится на направления контрразведки, защиты конституции, борьбы с терроризмом и обеспечение безопасности государства.
Под контрразведкой понимается предотвращение шпионажа и незаконной разведывательной деятельности других государств. Задачей СЭПО является установление иностранных государств, проявляющих интерес к обороне Швеции, противодействие распространению ядерных технологий и оружия массового поражения.
Под защитой конституции подразумевается борьба с деятельностью, направленной на насильственное изменение государственного устройства Швеции и оказание давления на органы государственной власти. К области интересов СЭПО, прежде всего, относятся склонные к насилию экстремистские и политические группировки. В последние годы внимание организации к себе привлекли так называемые воинствующие веганы, совершившие ряд экстремистских деяний.
Контртеррористическая деятельность направлена, прежде всего, на предотвращение актов терроризма, координируемых из-за границы. С этой целью СЭПО может применять в своей работе такие методы, как прослушивание телефонов, установка «жучков» и т. д.
Под обеспечением безопасности понимается выполнение требований, установленных риксдагом и шведским правительством к органам государственной власти в области обороны Швеции и их поставщикам. СЭПО осуществляет контроль над информационной безопасностью и проверку персонала. Кроме того, она обеспечивает физическую безопасность членов королевской семьи и лиц, входящих в правительство.

## Организационная структура
В СЭПО работают около 1000 человек, большая часть из которых находится в Стокгольме. Кроме того, она имеет пять региональных управлений в других частях страны. Примерно половина сотрудников СЭПО полицейские. Они работают в качестве телохранителей, следователей и т. д. Остальные служащие — это аналитики, переводчики, экономисты, юристы и пр.
К руководящему звену СЭПО относятся генеральный директор, его заместитель, два исполнительных секретаря (chefssekreterare) и шестеро руководителей по направлениям деятельности (chefstjänstemän). Им в помощь придана канцелярия.
Оперативная деятельность СЭПО организована в 17 управлений:
- контрразведывательное
- антитеррористическое
- управление охраны Конституции
- управление государственной безопасности
- управление личной охраны
- управление оценок
- надзорное управление
- архив
- управление по международным связям
- Техническое управление
- управление кадров
- финансовое

Полиция безопасности имеет пять региональных управлений:
- «Юг» (действует в ленах Блекинге, Кальмар, Крунуберг и Сконе)
- «Запад» (лены Халланд и Вестра-Гёталанд)
- «Юг-Центр» (лены Йёнчёпинг, Сёдерманланд, Эстергётланд, Вермланд и Эребру)
- «Север-Центр» (лены Уппсала, Готланд, Вестманланд, Даларна, Стокгольм и Евлеборг)
- «Север» (лены Вестерноррланд, Емтланд, Вестерботтен и Норрботтен)

## Списокгенеральных директоров СЭПО[швед.]
1. Матс Бёрьессон[вд] (1 октября 1989 — 9 января 1994)
2. Андерс Эрикссон[вд] (10 января 1994 — 27 марта 2000)
3. Ян Даниельссон[вд] (28 марта 2000 — 1 мая 2003)
4. Клас Бергстранд[вд] (15 апреля 2004 — 21 января 2007)
5. Андерс Даниельсон[вд] (11 июня 2007—2012)
6. Андерс Турнберг[вд] (5 июля 2012 — 14 февраля 2018)
7. Клас Фриберг[вд] (с 28 февраля 2018—2021)
8. Шарлотта фон Эссен[вд] (с 1 октября 2021 года)